# Stenotarsus rubrocinctus
Stenotarsus rubrocinctus es una especie de coleóptero de la familia Endomychidae.

## Distribución geográfica
Habita en México.